# Renesmee Cullen
Renesmee Carlie Cullen, a volte soprannominata Nessie o Ness, è un personaggio del romanzo Breaking Dawn scritto da Stephenie Meyer. Nell'adattamento cinematografico è interpretata da bambina da Mackenzie Foy e da adolescente da Christie Burke. In parti minori, nelle varie fasi della crescita, Renesmee è interpretata anche da Rachel St. Gelais, Sierra Pitkin e Eliza Faria.

## Storia personale e caratteristiche
Renesmee è la prima e unica figlia di Edward Cullen e Isabella Swan, nata il 10 settembre 2011, una dei pochi bambini metà umana e metà vampiro, e tra questi è l'unica ad avere ancora entrambi i genitori. Questo perché generalmente le donne umane che concepiscono figli da vampiri muoiono al momento del parto per i gravissimi danni riportati nel corso del travaglio. Durante il parto di Bella, però, Edward è riuscito a salvarle la vita trasformandola in vampira, prima che fosse troppo tardi. Il suo nome nasce dall'unione tra quello di Renée (madre di Bella) ed Esme (madre adottiva di Edward), mentre il suo secondo nome è l'incrocio di quello di Charlie (padre di Bella) e quello di Carlisle (padre adottivo di Edward). Se fosse nata maschio, si sarebbe chiamata EJ, ovvero Edward Jacob, come i due uomini più amati da sua madre.
Renesmee viene descritta come una bambina di straordinaria bellezza: ha le guance rosse e le palpebre color lavanda pallido, dalla madre ha ereditato gli occhi color cioccolato, dal nonno i capelli ricci, e dal padre il colore dei capelli, bronzeo, la forma del viso, e le fossette quando sorride. Già dalla nascita ha tutti i denti da latte e, a causa della sua crescita rapidissima, si mantiene molto magra.
Renesmee ha sviluppato un amore incommensurabile per sua madre già quando si trovava nel suo grembo, come scopre Edward leggendole i pensieri. Mite e comunicativa, Renesmee riesce a controllare facilmente la sua sete e le viene insegnato ad avere rispetto per la vita, in ogni sua forma, anche grazie ai membri della sua famiglia che sono sia vampiri, che umani, che licantropi. È un tipo molto competitivo: infatti Jacob ed Edward, per farle cacciare animali, la sfidano a chi prenderà il più grosso.
Fin dalla nascita si scopre che, pur essendo metà umana, Renesmee ha sviluppato due poteri, il primo consente di trasmettere i propri pensieri mediante il contatto del palmo delle mani (il contrario del potere del padre, che legge nel pensiero) e può penetrare qualsiasi scudo psichico (il contrario del potere della madre, la cui mente è impenetrabile grazie a uno scudo psichico).
Nel film Aro capo dei Volturi, prova a toccarla per leggerle il pensiero, ma si scopre non esserne in grado, ed è Renesmee a mostragli per sua volontà i propri ricordi.

## Capacità
Renesmee è un ibrido tra vampiro e umano: ciò significa che cresce a una velocità rapidissima (secondo Edward, ogni mese che passa lei ne cresce di sei), e la sua mente si sviluppa ancora più velocemente, rendendola molto intelligente già pochi giorni dopo la sua nascita. Non è velenosa, ma ha la pelle dura come quella di un vampiro: è capace di dormire e piangere, può sopravvivere anche col cibo umano (ma preferisce di gran lunga bere sangue), ha forza e rapidità tipiche dei vampiri, e una vocina "da soprano". Il suo cuore batte a ritmo velocissimo, "come le ali di un uccello in gabbia", e nelle sue vene scorre sangue. La sua temperatura corporea è poco superiore a quella umana, quindi di circa 38/39°. Dopo aver avuto la testimonianza di un altro mezzo-vampiro, Nahuel, vengono a sapere che la piccola raggiungerà la maturità a circa 7 anni, come affermato da Nahuel stesso, poi smetterà di crescere e sarà immortale come un vampiro. Ha il potere di mostrare i suoi pensieri e ricordi toccando il volto di qualcuno con la mano, passando ogni scudo. Carlisle suppone che sia un capovolgimento del dono di Edward, il quale ha la capacità di leggere il pensiero, e del dono di Bella, che ha uno scudo mentale e tiene tutti fuori da esso, mentre nessuno riesce a tenere fuori Renesmee. Renesmee ha inoltre delle somiglianze con i licantropi: infatti la sua temperatura corporea è superiore a quella umana e Alice non riesce a prevedere il suo futuro.

## Relazioni
Renesmee, anche senza l'uso del suo potere, è capace di farsi adorare da chiunque la conosca. Dopo la sua nascita, le ostilità tra la tribù Quileute e la famiglia Cullen si appianano non solo a causa della legge della tribù, secondo cui l'oggetto dell'imprinting di un lupo è intoccabile, ma anche perché, come dice Bella, è facile volere bene a Renesmee. Già prima di nascere suo padre, sentendone i pensieri, scopre che la figlia è in grado di provare emozioni complesse, tra cui la prima è l'amore infinito che prova per i propri genitori, di cui già riconosce le voci. Una volta nata continua a esprimere, sia a parole che attraverso i suoi poteri, il desiderio di restare per sempre con la sua famiglia. È inoltre molto affezionata a Jacob verso cui mostra un affetto quasi possessivo e geloso, tanto da chiamarlo, fin da quando è in grado di parlare, "il mio Jacob". Nella sua famiglia, vuole molto bene a tutti, soprattutto a Rosalie, che si è presa cura di lei durante la trasformazione di Bella, e a Charlie, suo nonno materno. Sam dichiara che Renesmee è considerata parte della tribù Quileute e, se mai dovesse essere in pericolo, tutto il branco agirà per difenderla. Tra i vampiri incontrati nel mese precedente all'arrivo dei Volturi, il suo affetto va in particolare a Carmen del clan di Denali, che è la prima vampira esterna alla famiglia Cullen ad accettare Renesmee, addirittura ancora prima di farsi toccare da lei, e a Zafrina l'amazzone, per via del suo dono, con cui può mostrare delle immagini molto verosimili che Renesmee chiama "belle foto", per cui, prima di tornare a casa, l'amazzone fa promettere a Bella di portare presto Renesmee a trovarla in Amazzonia, giurando che da quel momento lei e la bambina saranno per sempre grandi amiche.